# 63e cérémonie du Deutscher Filmpreis
La 63e cérémonie des Deutscher Filmpreis, organisée par la Deutsche Filmakademie (« Académie du film allemand »), s'est déroulée le 26 avril 2013 au Friedrichstadt-Palast à Berlin, et a récompensé les films sortis en 2012.

## Palmarès
- Meilleur film :
  -  Oh Boy de Jan-Ole Gerster
  -  Hannah Arendt de Margarethe von Trotta
  -  Lore de Cate Shortland
  - Quellen des Lebens de Oskar Roehler
  - Le Mur invisible (Die Wand) de Julian Pölsler
  - Cloud Atlas des Wachowski et Tom Tykwer